# 瑟农库尔莱莫茹伊
瑟农库尔莱莫茹伊（法語：Senoncourt-les-Maujouy，法語發音：[sənɔ̃kuʁ lɛ moʒwi]）是法国默兹省的一个市镇，属于凡尔登区。

## 地理
瑟农库尔莱莫茹伊（49°3'30"N, 5°19'58"E）面积14.94 平方千米，位于法国大東部大區默兹省，该省份为法国西北部内陆省份，北与比利时接壤，西接马恩省和阿登省，南至上马恩省和孚日省，东临默尔特-摩泽尔省。
与瑟农库尔莱莫茹伊接壤的市镇（或旧市镇、城区）包括：昂斯蒙、默兹河畔迪尼、朗德勒库尔-朗皮尔、莱姆、苏伊。

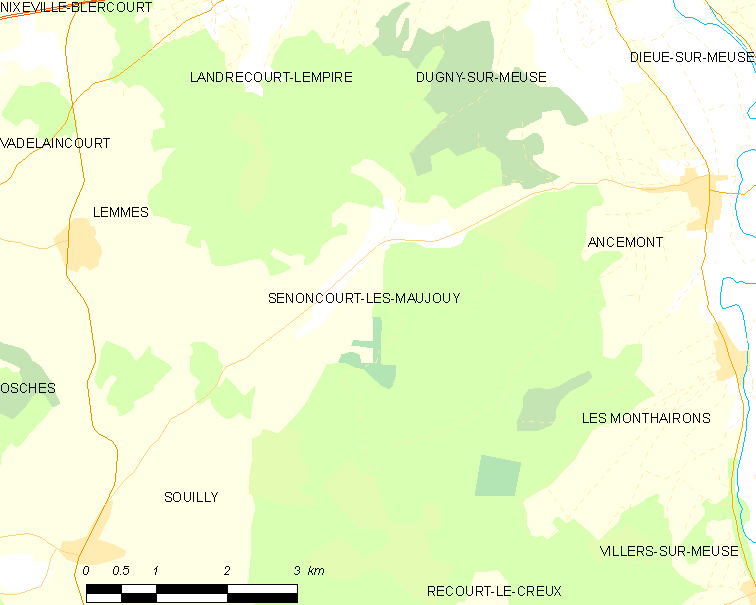
瑟农库尔莱莫茹伊的OSM定位图

瑟农库尔莱莫茹伊的时区为UTC+01:00、UTC+02:00（夏令时）。

## 行政
瑟农库尔莱莫茹伊的邮政编码为55220，INSEE市镇编码为55482。

## 政治
瑟农库尔莱莫茹伊所属的省级选区为默兹河畔迪约县。

## 人口

1962-2008年间瑟农库尔莱莫茹伊人口变化图示

瑟农库尔莱莫茹伊于2022年1月1日时的人口数量为100人。